# Friedrich Fries (Kunsthistoriker)
Friedrich Fries (* 16. September 1865 in Frankfurt am Main; † 31. Juli 1954 in Oberursel) war ein deutscher Kunsthistoriker und erster Museumsdirektor des Städtischen Museums Elberfeld (heute: Von der Heydt-Museum in Wuppertal).

## Leben
Friedrich Fries besuchte das Realgymnasium in Frankfurt bis zur Erlangung des Einjährig-Freiwilligen-Zeugnisses und studierte zunächst Landwirtschaft. Als Assistent nach Göttingen berufen, hörte er an der dortigen Universität Vorlesungen über Kunstgeschichte, die sein Interesse weckten. Fortan studierte er dieses Fach an den Universitäten Göttingen, Basel und Zürich. 1896 wurde er mit der Dissertation  "Studien zur Geschichte der Elsässer Malerei im XV. Jahrhundert vor dem Auftreten Martin Schongauers" an der Universität Zürich bei Johann Rudolf Rahn zum Dr. phil. promoviert.
Anschließend war er als Dozent für Kunstgeschichte am Städelschen Kunstinstitut in Frankfurt am Main, danach wurde er nach Elberfeld berufen. Dort wurde er 1902 nach der Gründung des Städtischen Museums Elberfeld dessen erster Direktor und leitete die Einrichtung bis 1929. Er beschäftigte sich mit dem Auf- und Ausbau der Sammlung des Museums. Dabei baute er um den vorhandenen Kern der Sammlung, die hauptsächlich aus Gemälden des 19. Jahrhunderts bestand, durch Ankäufe und Schenkungen neben einer Abteilung der Niederländischen Malerei des 17. Jahrhunderts vor allem auch die Abteilung des Impressionismus und der zeitgenössischen modernen Malerei aus. Seine Arbeit verhalf dem Museum zu einem Ruf einer progressiven Sammlungspolitik und zu einer der bedeutendsten Sammlungen Deutschlands.
Nach seiner 27-jährigen Tätigkeit trat er 1929 (das Jahr der Vereinigung der Städte Barmen und Elberfeld) in den Ruhestand, den er in der Nähe seines Geburtsorts Frankfurt in Oberursel im Taunus verbrachte, stand aber weiterhin beratend für Sammler zur Verfügung. Er war Ehrenmitglied des Kunst- und Museumsvereins Wuppertal. Arno Breker (1900–1991) porträtierte Fries 1930 in einer Bronzebüste mit einer Höhe von 34 cm, die eine Auftragsarbeit des Museumsvereins war und nun zur Sammlung des Museums gehört. Diese wurde zum Anlass des Rücktritts von Fries in Auftrag gegeben und verschenkt. Nachfolger von Fries wurde Victor Dirksen (1887–1955), der seine Arbeit konsequent fortführte.
Der habilitierte Friedrich Fries starb 1954. Im Nachruf des Kunst- und Museumsvereins Wuppertal wurde ausgeführt:

„Sein Lebenswerk war der Aufbau und Ausbau des Städtischen Museums, das sich hervorgehend aus zahlreichen Stiftungen in den 27 Jahren der erfolgreichen Tätigkeit von Professor Dr. Fries zu einem geschlossenen Ganzen von überörtlicher Bedeutung entwickeln konnte. […] Seine Persönlichkeit sowie seine Leistung werden unvergesslich bleiben.“